# Pastelaria Versailles

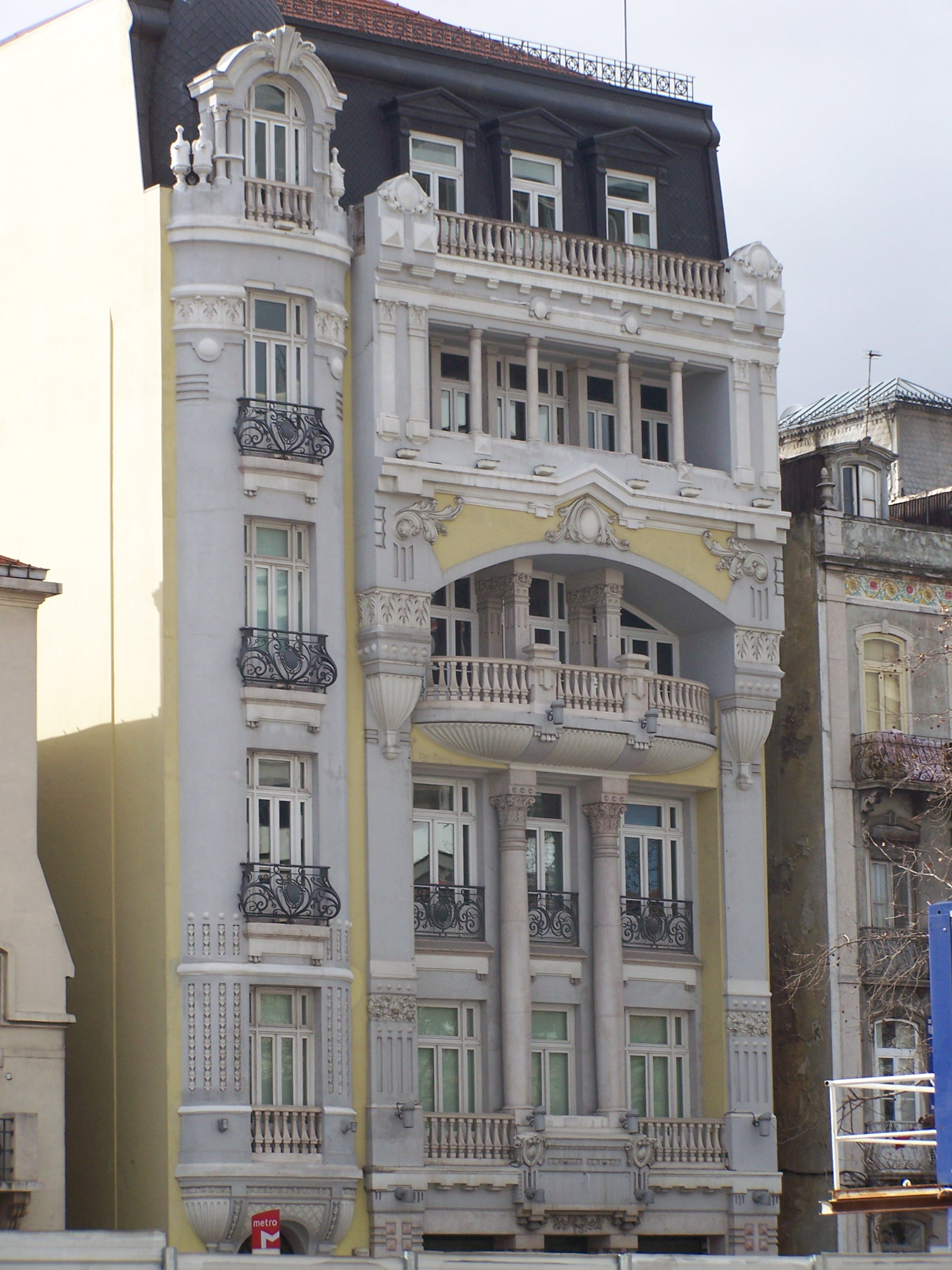
Die Pastelaria Versailles in der Avenida da República

Die Pastelaria Versailles ist ein Gebäude in der portugiesischen Hauptstadt Lissabon. Es befindet sich in der Avenida da República.

## Geschichte
Das Gebäude wurde ab 1919 nach Entwürfen von José Tomaz de Sousa an der Avenida da República errichtet und 1922 eröffnet. Im Erdgeschoss befindet sich die namengebende Konditorei.

## Beschaffenheit
Das rechteckige Gebäude hat fünf Etagen. Die Fassade besteht aus zwei Einheiten, einer breiten rechteckigen und einer vertikalen. Die klassische Balustrade sitzt auf zentralen Säulen mit verschiedenen Kapitellen. Barocke dekorative Elementen und Formen weisen die Konsolen und Pilaster auf. Die Fassade weist zahlreiche dekorative Jugendstilelemente auf, wie die schmiedeeisernen Geländer der Balkone. 1996 erfolgte die Klassifizierung zum Imóvel de Interesse Público.